# Eucharis amazonica
Eucharis amazonica là một loài thực vật có hoa trong họ Loa kèn đỏ. Loài này được Linden ex Planch. mô tả khoa học đầu tiên năm 1857.

## Hình ảnh

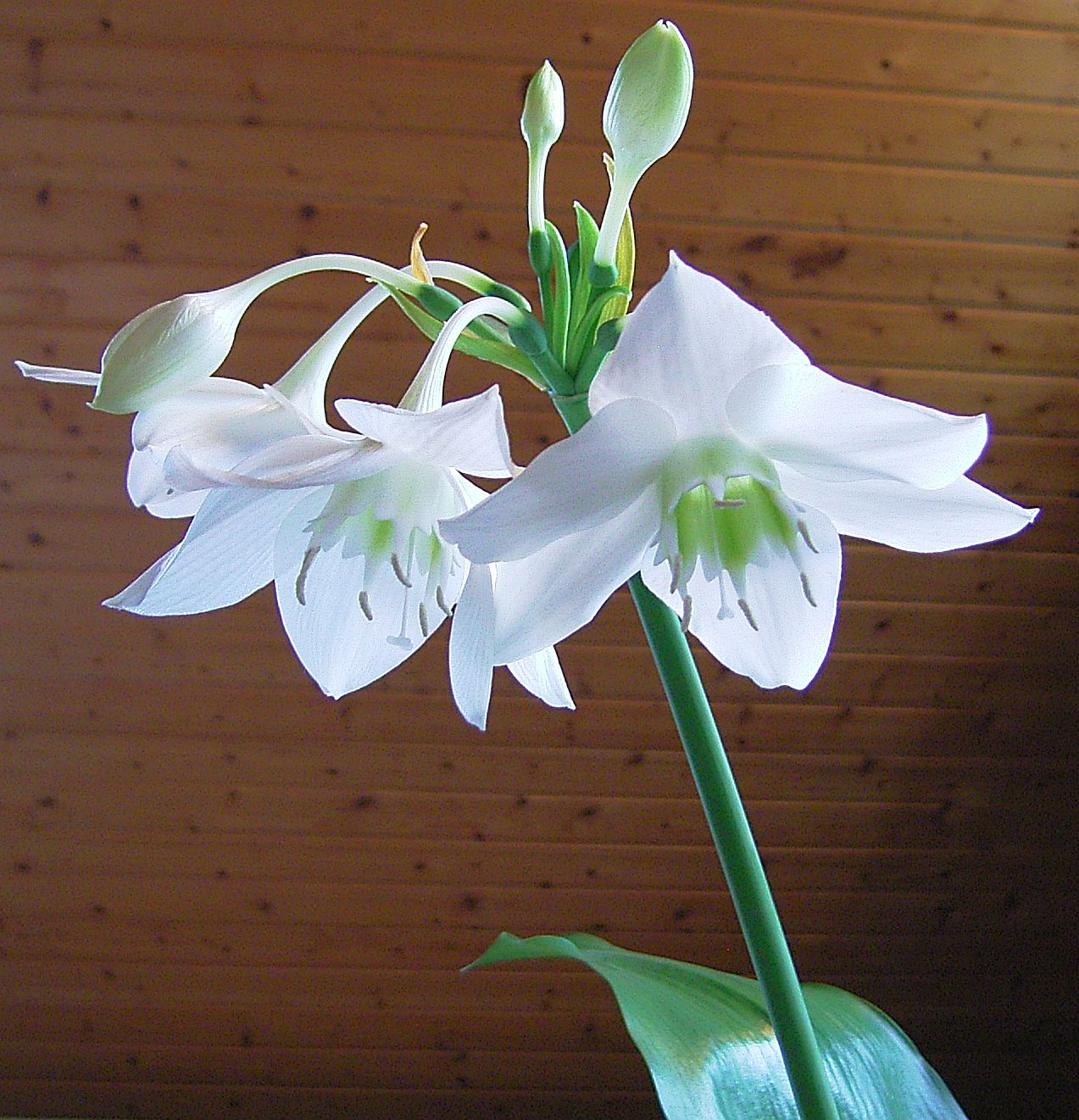
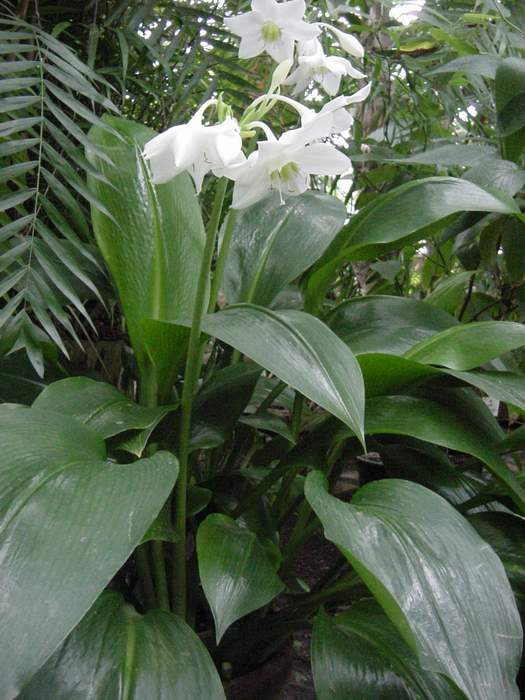
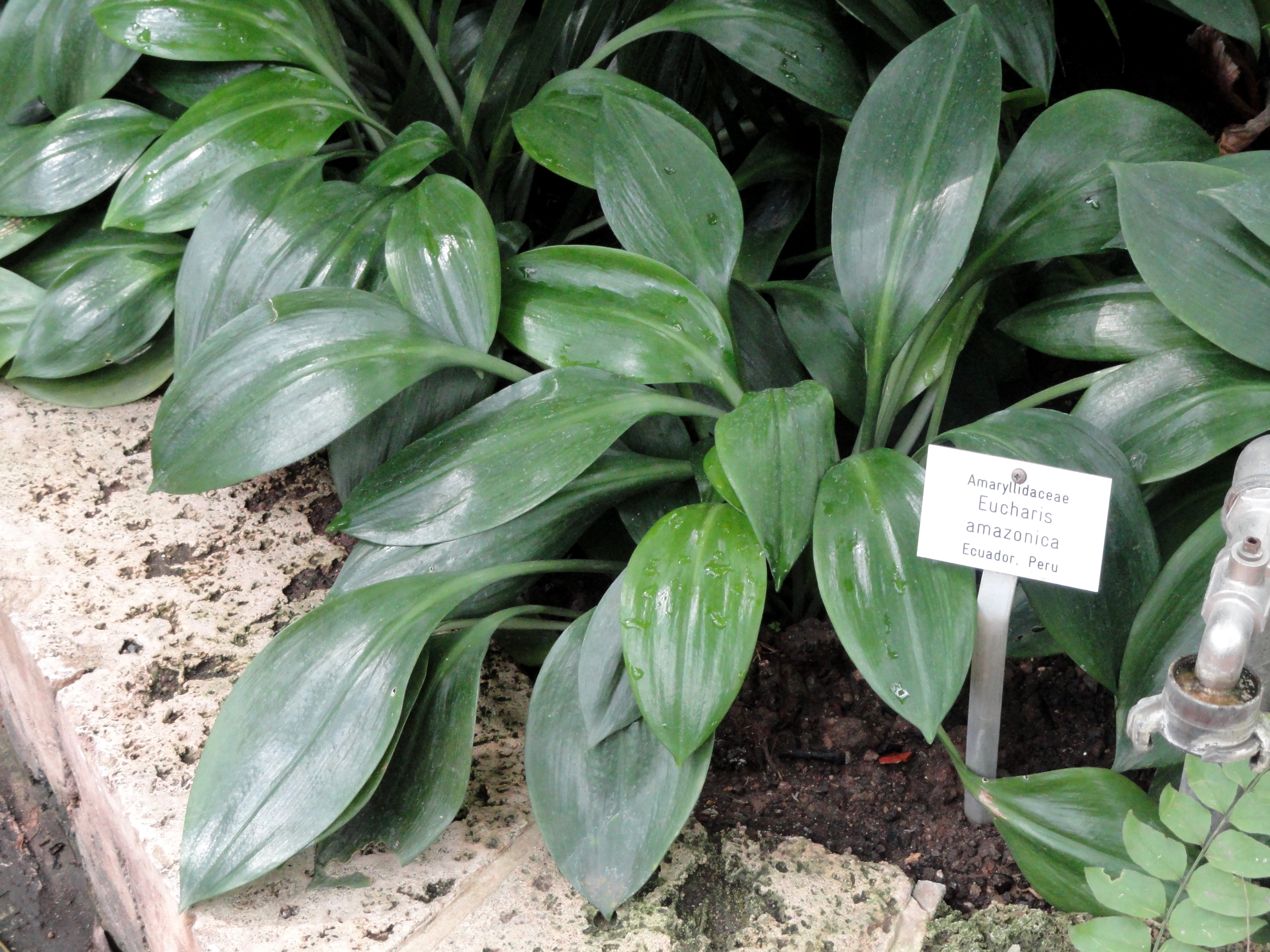
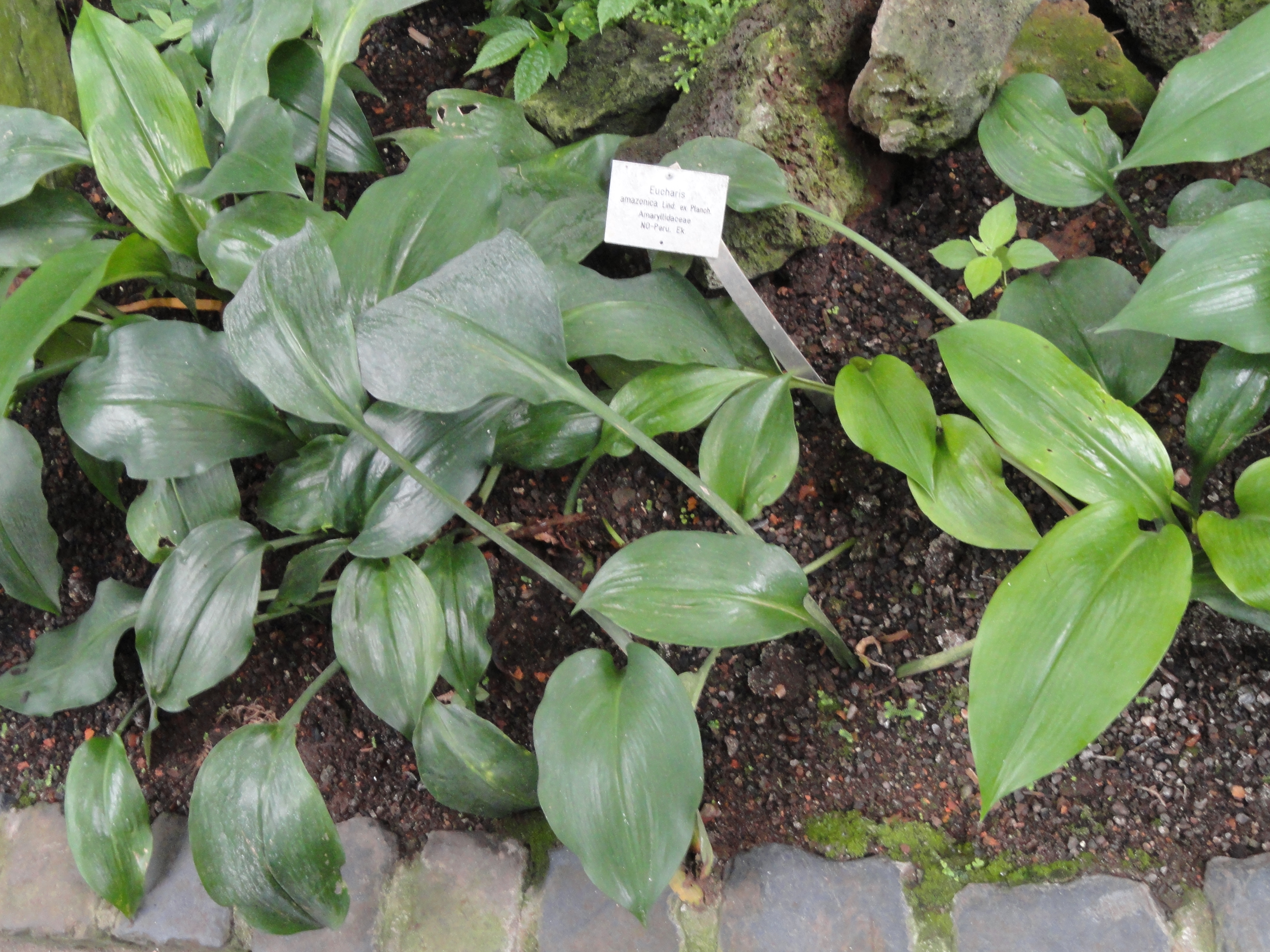